# Calumet Park
Calumet Park – wieś w Stanach Zjednoczonych, w stanie Illinois, w hrabstwie Cook.